# Соларио, Антонио
Антонио Соларио (годы творчества 1502—1518), известный как Lo Zingaro (Цыган) — итальянский живописец Венецианской школы, работавший в Неаполе, области Марке и, предположительно, в Англии.
Сведения об Антонио Соларио неточны и буквально собраны по крупицам на основе сохранившихся произведений. Некоторое время его существование вообще ставилось под сомнение. Часто художник упоминается как Антонио де Соларио или Антонио да Соларио.
Соларио, предположительно, родился и учился в Венеции. Возможно, ему принадлежит подпись «Antonius Desolario, Venetus 1514» на алтарной картине Пола Уитипула, включающей портрет и геральдические знаки заказчика. Эта работа, а также упоминания у Джона Лиланда (англ. John Leland), являются доказательствами предполагаемого пребывания Соларио в Англии. Алтарная картина находится а Бристольском городском музее, которому принадлежит её центральная часть. Боковые части предоставлены Лондонской Национальной галереей, которой, кроме того, принадлежит картина Мадонна с Младенцем. Аналогичная, но меньшая по размеру, картина хранится в Национальном музее и галерее Каподимонте в Неаполе. Обе картины включают миниатюрный пейзаж — вид через небольшие окна позади фигур.

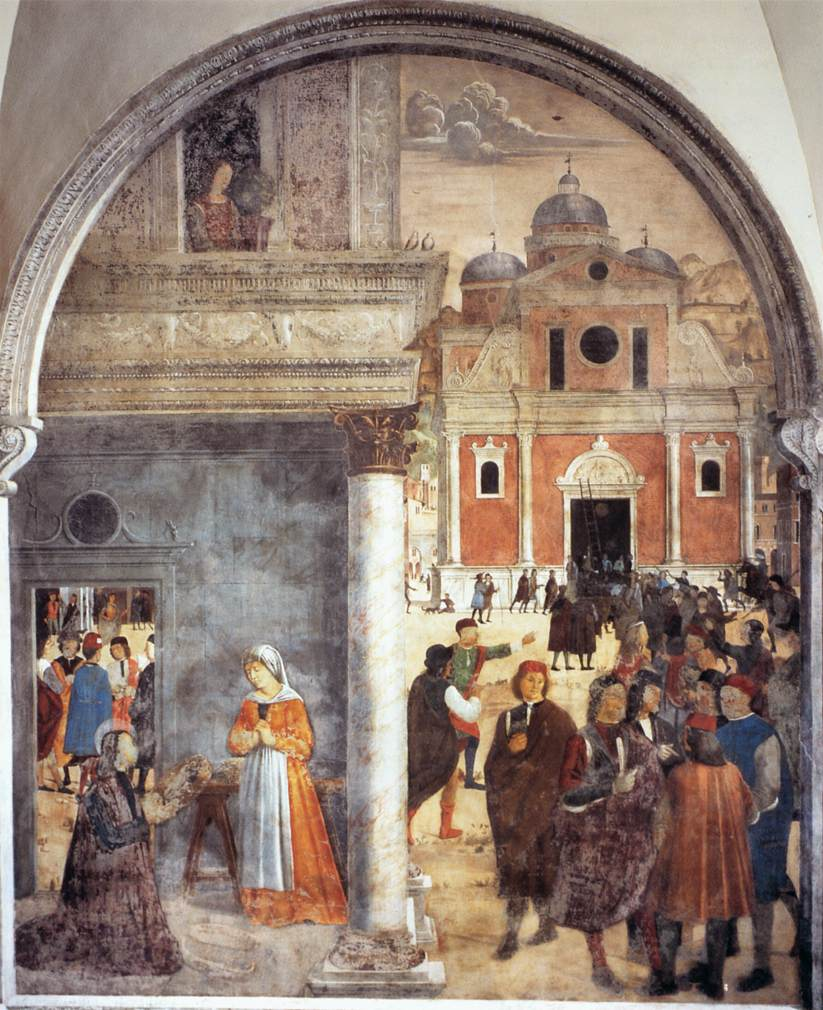
«Сцены из жизни Св. Бенедикта», Неаполь

Первая документальная запись о Соларио зафиксирована в Фермо и относится к 1502 году. В соответствии с ней он получил в этом году предложение закончить начатую внезапно умершим Витторе Кривелли работу над запрестольным образом, предназначенным для церкви Святого Франциска в Осимо (от сына Кривелли — Джакомо). Работа над образом продолжалась до 1506 года. Последняя (достаточно сомнительная) — в Монтекассино, в 1518 году. Если последнюю исключить, то год последнего упоминания о Соларио — 1514. Крупнейшей работой Антонио Соларио в Неаполе являются двадцать фресок, изображающих жизнь Св. Бенедикта, украшающие клуатр монастыря Святых Северина и Соссио в Неаполе (в настоящее время — государственный архив). Фрески демонстрируют искусство в изображении фигур и использовании цвета. Они были написаны в первые годы XVI века. Временами Соларио проявляет небрежность в прорисовке деталей: ладоней и ступней фигур и использует грубый цвет, но в основном он более точен в передаче лиц и лучше, чем его современники прорабатывает фоновый пейзаж.
Работы Антонио Солари иногда приписывают другому итальянскому художнику того же времени — Андреа Соларио, миланскому последователю Леонардо да Винчи. Они не имели родственной связи, но Антонио мог встречаться с Андреа и испытывать его влияние. Примером может служить «Портрет Шарля II д’Амбуа», хранящийся в Лувре и в настоящее время считающийся копией работы Андреа Солари, созданной Антонио Солари.
Единственная биография Соларио, написанная его земляком, принадлежит перу Бернардо де Доминичи (1683—1759), «неаполитанскому Вазари», работа, известная противоречиями и множеством ошибок Vite dei Pittori, Scultori, ed Architetti Napolitani. Доминичи утверждает, что Соларио родился приблизителдьно в 1382 году, «вероятно», в Абруццо, и был сыном жестянщика; после романтической истории стал зятем Колантонио, ведущего неаполитанского художника середины XV века. Далее Доминичи указывает, что Соларио умер в 1455 году. До XX века эти ошибочные данные уточнены не были.